# Корякин, Павел Алексеевич
Павел Алексеевич Корякин (1918—1983) — командир отделения взвода пешей разведки 308-го гвардейского стрелкового полка (108-я гвардейская стрелковая дивизия, 28-я армия, затем 46-я армия 3-й Украинский фронт), гвардии старший сержант. Полный кавалер ордена Славы.

## Биография
Родился в крестьянской семье в селе Троицкое Кузнецкого уезда Томской губернии (в настоящее время Юргинский район Кемеровской области). Окончил в 1930 году 3 класса школы. Работал в колхозе.
В 1939 году Юргинским райвоенкоматом Новосибирской области он был призван в ряды Красной армии. Службу проходил на Дальнем Востоке. С июля 1941 года на фронтах Великой Отечественной войны.
Воевал на Западном (лето 1942), Закавказском (1942—1943), Северо-Кавказском (февраль 1943), Южном (март 1943), 4-м (1943—1944), 3-м (1944) и 2-м Украинских (1945) фронтах. Участвовал в обороне Москвы (1942), обороне Кавказа (1942—1943), в Сталинградской битве (1943), в Керченской наступательной операции (1943), в освобождении Украины (1944), в Будапештской, Венской и Пражской операциях (1945).
В бою 12 марта 1944 года возле села Большая Александровка (в настоящее время в Херсонской области) гвардии старший сержант Корякин, будучи в группе, заметил 4-х солдат противника, пытавшихся переправиться на правый берег реки Ингулец. Он с своими бойцами отрезал им пути отхода и, сблизившись с ними, решительно атаковал и захватил в плен. Пленные были доставлены в штаб полка, где сообщили ценные сведения. Был представлен к ордену Красной Звезды. Приказом по 108-й гвардейской дивизии от 17 апреля 1944 года он был награждён орденом Славы 3-й степени.
В бою 19 августа 1944 года гвардии старший сержант Корякин в числе первых ворвался в окоп противника, в схватке уничтожил 8 пехотинцев. В боях 25 августа 1944 года при ликвидации окруженной группировки противника в районе. Измаил захватил со своим отделением 6 солдат и 1 офицера противника. Приказом по 46-й армии от 12 ноября 1944 года он был награждён орденом Славы 2-й степени.
5 марта 1945 года в районе Будапешта перед гвардии старшим сержантом Корякиным была поставлена задача по захвату контрольного пленного. Ночью отделение под его командованием двинулось ползком с позициям противника, но вскоре противник обнаружил разведчиков и открыл сильный пулемётный огонь. Двое разведчиков были ранены и тогда Корякин сам лично пополз к пулемёту. Добравшись до него, он оглушил пулемётчика рукояткой пистолета. Захватив с собой ручной пулемёт, Корякин дополз до своих окопов и доставил пленного командованию, которое получило от него ценные сведения. Указом Президиума Верховного Совета СССР от 29 июня 1945 года он был награждён орденом Славы 1 степени.
В мае 1946 года гвардии старшина Корякин был демобилизован. Вернулся в родное село, позднее переехал село Проскоково того же района. Работал в совхозе «Лебяжье».
Скончался Павел Алексеевич Корякин 12 апреля 1983 года. Похоронен в Проскоково.

## Память
- На доме, где жил П. А. Корякин, установлена мемориальная доска.